# Lepyrotica delotoma
Lepyrotica delotoma är en fjärilsart som beskrevs av Edward Meyrick 1919. Lepyrotica delotoma ingår i släktet Lepyrotica och familjen äkta malar.
Artens utbredningsområde är Franska Guyana. Inga underarter finns listade i Catalogue of Life.